# Gastón Salvatore
Gastón Salvatore, född  29 september 1941 i Valparaíso och död 11 december 2015 i Venedig, var en chilensk-tysk dramatiker och skriftställare.

## Biografi
Gastón Salvatore var brorson till den chilenske presidenten Salvador Allendes svåger. Han hade chilenska universitetsexamina i både juridik och jordbruksekonomi. Under en period arbetade han som advokat i Chile. 1965 fick han ett stipendium till Freie Universität Berlin där han studerade filosofi, sociologi och statsvetenskap. Där träffade han den tyske författaren Hans Magnus Enzensberger som gav honom impulsen att börja skriva på tyska. Gaston Salvatore var också vän med studentledaren Rudi Dutschke och deltog aktivt i studentrevolten 1968. 1969 dömdes han till nio månaders fängelse för upplopp varpå han lämnade Tyskland. Han återvände 1972 för att vara med vid urpremiären av sin debutpjäs Büchners Tod på Staatstheater Darmstadt. 1975 bosatte han sig i Venedig där han bodde fram till sin död. Gastón Salvatore debuterade som författare 1968 med debattboken Intellektuelle und Sozialismus. Hans internationella genombrott kom med pjäsen Stalin som hade premiär i Venedig 1985. 1972 tilldelades han Gerhart-Hauptmann-Preis av publikorganisationen Freie Volksbühne Berlin och 1991 fick han Kleistpriset.

## Uppsättningar i Sverige
- 1993 Stalin, Teater Mandrillen, Stockholm, översättning Magnus Lindman, regi Stina Ancker
- 1996 Stalin, Stockholms stadsteater/Teater Viirus, Helsingfors, översättning Magnus Lindman, regi Ralf Långbacka, med bl.a. Lasse Pöysti & Sven Wollter